# Riksdagen 1746–1747
Riksdagen 1746–1747 ägde rum i Stockholm.
Ständerna sammanträdde den 22 september 1746. Det viktiga valet av lantmarskalk föll på Mösspartiets kandidat Mathias Alexander von Ungern-Sternberg som fick 412 röster. 392 röster tillföll Carl Gustaf Tessin, som tillhörde Hattpartiet. De övriga ståndens talmän blev följande:
- Prästeståndet: Ärkebiskopen Jakob Benzelius
- Borgarståndet: Justitieborgmästaren i Stockholm Peter Aulævill
- Bondeståndet: Herr Olof Håkanson från Lösens socken och by, Blekinge

Riksdagen avslutades den 16 december 1747.